# Trança de pão doce
A trança de pão doce  (“längd”) da Suécia pertence à categoria dos pães-para-o-café ("kaffebröd"), um pão ligeiramente doce e com temperos leves, neste caso, o cardamomo. 
Misturar leite, manteiga derretida, açúcar, sal, cardamomo moído, farinha de trigo e levedura até obter uma massa homogénea; depois de a deixar levedar, formar “cobras” com as quais se faz uma trança (ou mais, dependendo das quantidades), que se deixa ainda crescer, e se coze em forno quente durante cerca de 45 minutos. Depois dessa primeira cozedura, pincela-se com ovos batidos, salpica-se com açúcar pilé e amêndoas cortadas e põe-se novamente no forno durante mais 20 minutos, ou até ficar dourada.